# Letsile Tebogo
Letsile Tebogo   (Kanye, 7 de juny de 2003) és un atleta botswanès especialitzat en les proves de velocitat. Ha participat en 1 Olimpíada, guanyant la medalla d'or en la prova dels 200m i la medalla de plata en la prova dels 4x400m en els Jocs Olímpics de París 2024. Aquesta medalla va suposar la primera medalla d'or olímpica pel país africà, en qualsevol esport. A més, ha guanyat 2 medalles en els Campionats del Món i 1 medalla d'or en els Campionats d'Àfrica.
Actualment té el rècord d'Àfrica en els 200m i en els 4x400m relleus i el rècord de Botswana en els 100m. A més, té el rècord mundial sub-20 dels 100m.

### Infància i inicis esportius
Tebogo va néixer al poble de Kanye, situat a 80 km al sud de la capital de Botswana. És el primer de dos germans d'una mare soltera. Tot i que va començar jugant al futbol, de seguida es va adonar del seu potencial com a atleta velocista. L'any 2016, amb 13 anys, va participar en els Campionats Sud-africans de l'Associació d'Escoles d'Esports (COSASA en les sigles en anglès). Va aconseguir la medalla de bronze en els 200m i la medalla de plata en el 4x100m relleus. Tot i aquests inicis i despertar l'interès dels entrenadors, els dos anys següents no va poder participar en les proves, degut a diverses lesions.

### 2021-2022: Salt al màxim nivell internacional
Letsile Tebogo dóna el salt a nivell internacional en el Campionat del Món sub-20 de 2021, celebrat a Nairobi. Amb només 18 anys aconseguia guanyar la medalla d'or en la prova dels 100m amb una marca de 10.19 segons (que es convertia en rècord nacional absolut) i la medalla de plata en la prova dels 200m.
El mes d'abril de 2022, Tebogo aconseguia el seu primer rècord del món sub-20 dels 100m, amb una marca de 9.96 segons, aconseguida al Meeting Internacional de Gaborone. El juliol del mateix any participava per primera vegada al Campionat del Món d'Eugene 2022. En la primera cursa dels 100m, aconseguia rebaixar el seu propi rècord del món sub-20 amb una marca de 9.94 segons. Tot i això, no aconseguia classificar-se per la final de la prova. En el Campionat del Món sub-20 de 2022, celebrat a Cali, va tornar a aconseguir la medalla d'or als 100m i la medalla de plata als 200m. En la final dels 100m, aconseguia una marca de 9.91 segons, rebaixant de nou el seu propi rècord per tercera vegada en 4 mesos.

### 2023-2024: Primeres medalles mundials i olímpiques
En el Campionat del Món de Budapest 2023, Tebogo aconseguia classificar-se per les proves de 100 i 200m. En els 100m llisos, arribava a la final i quedava en 2a posició, aconseguint la primera medalla per un atleta africà en aquesta prova. A més, amb un temps de 9.88 segons, obtenia la seva millor marca i tornava a batre el seu propi rècord nacional. Uns dies després també aconseguia la medalla de bronze en la prova dels 200m, amb una marca de 19.81 segons.
El 2024 va començar amb la consecució del rècord del món de 300m amb un temps de 30.69 segons, que tot i que no sigui una prova olímpica, va tenir el seu simbolisme ja que aconseguia superar el rècord de Usain Bolt. Un mes més tard, Tebogo feia la seva marca personal en els 400m llisos amb una marca de 44.29 segons i tot i aconseguir la mínima olímpica en aquesta prova, decidia no competir-hi, en benefici dels seus companys i de centrar-se en les proves de velocitat. En els Jocs Olímpics de París, aconseguia la medalla d'or en la prova dels 200m amb un temps de 19.46 segons, pulveritzant el seu rècord personal i aconseguint el rècord d'Àfrica. A més, era la primera medalla d'or olímpica pel país africà en qualsevol esport. Això va fer que el govern de Botswana declarés la tarda no laborable a tot el país, per tal que la població pogués sortir a celebrar la victòria històrica de l'atleta. En la final dels 100m va aconseguir la 6a posició, fent marca personal i nou rècord nacional, amb un temps de 9.86 segons. Finalment, guanyava la medalla de plata amb l'equip de Botswana, en la prova dels 4x400m relleus, amb un temps de 2:54.53, el què suposà un nou rècord africà de la disciplina.

## Marques personals
| Disciplina     | Marca    | Seu      | Data               |
| -------------- | -------- | -------- | ------------------ |
| 100m llisos    | 9.86 NR  | París    | 4 d'agost de 2024  |
| 200m llisos    | 19.46 AR | París    | 8 d'agost de 2024  |
| 400m llisos    | 44.29    | Pretòria | 18 de març de 2024 |
| 4x100m relleus | 39.29    | Gaborone | 30 d'abril de 2022 |
| 4x400m relleus | 2:54.53  | París    | 10 d'agost de 2024 |

## Trajectòria professional
| Jocs Olímpics      | Jocs Olímpics | Jocs Olímpics | Jocs Olímpics  |
| Any                | Seu           | Posició       | Prova          |
| ------------------ | ------------- | ------------- | -------------- |
| 2024               | París         | 6a posició    | 100m           |
| 2024               | París         | 1             | 200m           |
| 2024               | París         | 2             | 4x400m relleus |
| Campionat del Món  |               |               |                |
| 2022               | Eugene        | 16a posició   | 100m           |
| 2023               | Budapest      | 2             | 100m           |
| 2023               | Budapest      | 3             | 200m           |
| Campionat d'Àfrica |               |               |                |
| 2022               | Port Louis    | 1             | 200m           |
| 2022               | Port Louis    | DQ            | 4x100m relleus |